# Arit
Das Arit, auch Arit-Biasa, Arit-Lanchar, ist eine indonesische Waffe, die auch als Werkzeug (Sichel) verwendet wird.

## Beschreibung
Das Arit hat eine gebogene, einschneidige Klinge. Je nach Herkunftsort existieren verschiedene Klingenformen, die unterschiedlich benannt sind. Sie sind je nach Version mehr oder weniger gebogen. Das Arit ist als Sichel entwickelt worden und wurde später auch als Waffe verwendet. Im Kampf wird es zweihändig oder zusammen mit einem Piso benutzt. Das Arit wird von Ethnien in Indonesien benutzt.